# Ичма (река)
Ичма — река в России, протекает в Великоустюгском районе Вологодской области. Устье реки находится в 82 км по левому берегу реки Юг. Длина реки составляет 13 км. В 9 км от устья принимает справа реку Горевка.
Исток реки находится близ границы с Кировской областью в 6 км к юго-востоку от деревни Теплогорье. Генеральное направление в верхнем течении — северо-восток, в нижнем — север. Большая часть течения проходит по лесному массиву, в среднем течении протекает вблизи деревни Пестово. В нижнем течении выходит на пойму реки Юг, где впадает в неё у нежилой деревни Ивонино. Притоки — Горевка, Выдрейка (оба правые).

## Данные водного реестра
По данным государственного водного реестра России и геоинформационной системы водохозяйственного районирования территории РФ, подготовленной Федеральным агентством водных ресурсов:
- Бассейновый округ — Двинско-Печорский
- Речной бассейн — Северная Двина
- Речной подбассейн — Малая Северная Двина
- Водохозяйственный участок — Юг
- Код водного объекта — 03020100212103000011627